# Стацкевич Фелікс Іванович

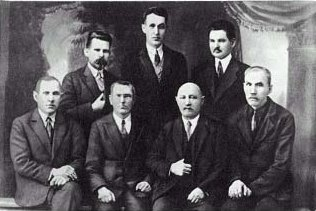
Ф. І. Стацкевич (сидить другий зліва в першому ряду) серед членів Головного управління Товариства білоруської школи

Фелікс Іванович Стацкевич (біл. Фелікс Іванавіч Стацкевіч; 2 грудня 1879, Щучин (нині Гродненська область, Білорусь) — 21 червня 1967, Вільнюс, Литва) — білоруський письменник-мемуарист, громадський діяч, педагог, видавець. Есперантист.

## Біографія
Народився в родині інтелігентів. У 1900 році закінчив гімназію в Петербурзі.
Ще з молодості брав участь в революційному русі, був членом підпільної організації гімназистів. Навчаючись на юридичному факультеті Санкт-Петербурзького державного університету, входив до білоруського земляцтва в Петербурзі. У 1901 році був заарештований за участь у студентських заворушеннях, відрахований з університету і висланий на батьківщину під постійний нагляд поліції. Проживав у рідному місті, де давав приватні уроки. Пізніше працював в Маріуполі в нотаріальній конторі, з осені 1902 року — знову в Петербурзі, де став одним із засновників Української соціалістичної громади. З 1905 року поїхав до Вільнюса, де вів революційну роботу, потім — до Мінська, де працював у підпільній друкарні.
З 1908 року — секретар адвокатської контори в Червні, технік у Вишньому Волочку, Твері (1913—1919).
У 1913 році здобув вищу освіту у Санкт-Петербурзькому державному університеті.
З 1917 року працював у профспілках працівників водного транспорту. У 1919—1920 роках був співробітником літературно-видавничого відділу Наркомату освіти Литовсько-Білоруської РСР.
З осені 1920 року працював у Віленському білоруському союзі кооператорів.
Викладав латинську мову. Працював директором білоруської гімназії імені Ф. Скорини у Радошковичах. Був керівником Головного управління Товариства білоруської школи (1929—1937).
Після окупації білоруських земель Польщею активно брав участь у визвольному русі в Західній Білорусі. Займався видавничими справами (видавав збірник Максима Танка «Журавлинний колір», 1937), а також адвокатською практикою.
За пробілоруський напрям діяльності Фелікс Стацкевич піддавався арештам і переслідуванням польською владою, сидів у в'язниці (1930—1931, 1933).
Він був одним із засновників і редактором журналу «Беларускі летапіс», в якому працював в 1933, 1936—1939 роках.
Після возз'єднання Білорусі, в 1939—1941 роках вчителював у Вілейці і Клецькому районі.
Під час Великої Вітчизняної війни працював суддею в м. Сморгонь, в 1944—1949 роках — був працівником музею Пушкіна в Мяркучай (поблизу Вільнюса).
У 1949 був заарештований за звинуваченням у співпраці з німцями.
Після звільнення, у 1950-тих роках проживав у Вільнюсі.

## Творчість
Автор-упорядник «Есперанто-білоруського словника». Переклав на есперанто книгу Л. Петражицкого «Теорія права і моральність».
Автор спогадів про участь у революційному русі.